# Ҵ
Ҵ, ҵ – ligatura używana jedynie w alfabecie abchaskim. W alfabecie zajmuje miejsce między Ц a Ч. Oznacza dźwięk [tsʼ], czyli spółgłoskę zwarto-szczelinową ejektywną dziąsłową.

## Kodowanie
| Znak                   | Ҵ                                | Ҵ                                | ҵ                              | ҵ                              |
| ---------------------- | -------------------------------- | -------------------------------- | ------------------------------ | ------------------------------ |
| Nazwa w Unikodzie      | cyrillic capital ligature te tse | cyrillic capital ligature te tse | cyrillic small ligature te tse | cyrillic small ligature te tse |
| Kodowanie              | dziesiątkowo                     | szesnastkowo                     | dziesiątkowo                   | szesnastkowo                   |
| Unicode                | 1204                             | U+04B4                           | 1205                           | U+04B5                         |
| UTF-8                  | 210 180                          | d2 b4                            | 210 181                        | d2 b5                          |
| Odwołania znakowe SGML | &#1204;                          | &#x04B4;                         | &#1205;                        | &#x04B5;                       |